# Сернецький Сергій Миколайович
Серне́цький Сергі́й Микола́йович (нар. 30 серпня 1981, Тернопіль, СРСР) — український футболіст, що виступав на позиції нападника. Відомий перш за все завдяки виступам у тернопільській «Ниві», алчевській «Сталі» та низці інших українських і латвійських клубів.

## Життєпис
Сергій Сернецький народився в Тернополі, де й почав займатися футболом у віці 7 років. Згодом продовжив заняття у Львові. У віці 17 років дебютував на професійному рівні у складі жовківського «Гарая». Провів за команду всього три поєдинки, після чого опинився у столичному армійському клубі. Однак пробитися до основи ЦСКА виявилося вкрай складно і Сернецький задовольнявся здебільшого іграми за резервний склад.
У віці 21 року форвард повернувся до рідного Тернополя, де одразу став місцевою «зіркою». У сезоні 2002/03 років Сернецький забив у чемпіонаті 21 гол з 29 загальних командних м'ячів. Завдяки цьому йому вдалося стати найкращим бомбардиром групи «А» другої ліги. Наступного сезону він підтвердив свої бомбардирські якості, забивши 9 голів у 13 іграх першого кола, після чого за домовленістю між президентами клубу пребрався до табору алчевської «Сталі». Не зважаючи на те, що рівень команд у першій лізі був значно вищим, аніж тих, з ким доводилося грати Сернецькому в складі «Ниви», форвард впевнено почувався на полі та продовжував приносити користь команді забитими м'ячами. В сезоні 2004/05 років «Сталь» виявилася найсильнішою серед команд першої ліги та здобула право на підвищення у класі. В прем'єрному дивізіоні справи у Сернецького пішли не так добре, як раніше — він регулярно грав, однак вражати ворота суперників майже не вдавалося. Всього 3 забиті м'ячі за сезон.
Після не дуже вдалого початку наступного сезонута заліковування травми, Сергій залишив Алчевськ і вирушив до Латвії, де пристав на пропозицію місцевого «Вентспілса». Єдиний сезон, проведений у Прибалтиці, поповнив скарбничку нагород футболіста золотою медаллю місцевого чемпіонату та Кубком Латвії. Після цього Сернецький вирішив припинити активні виступи через проблеми зі здоров'ям.

## Досягнення
Командні трофеї
- Чемпіон Латвії (1): 2007
- Володар кубка Латвії (1): 2007
- Переможець першої ліги чемпіонату України (1): 2004/05

Індивідуальні здобутки
- Найкращий бомбардир групи «А» другої ліги чемпіонату України (1): 2002/03